# Bronisław Komorowski
Bronisław Maria Komorowski, född 4 juni 1952 i Oborniki Śląskie, är en polsk politiker som var Polens president mellan den 6 augusti 2010 och den 6 augusti 2015.
Komorowski företräder sedan 2001 det liberalkonservativa partiet Medborgarplattformen (PO) och utnämndes i mars 2010 till partiets kandidat i presidentvalet 2010. Han var försvarsminister 2000–2001 i Jerzy Buzeks regering och representerade då Solidaritets valallians. Han var vice talman i sejmen (Polens underhus) 2005–2007 och är sedan 2007 församlingens talman. I den senare kapaciteten utnämndes han den 10 april 2010 till tillförordnad president i Polen sedan företrädaren Lech Kaczyński omkommit i en flygolycka. I det efterföljande presidentvalet den 4 juli ställdes Komorowski mot Kaczyńskis tvillingbror Jarosław Kaczyński där han besegrade denne. Han svors in som president den 6 augusti .